# Chitoria
Chitoria — род дневных бабочек из семейства Нимфалиды.

## Описание
Дневные бабочки. Крылья самцов коричневого цвета со слившимся размытым жёлтым рисунком, охватывающим базальную и заднюю часть крыла, а также косую перевязь на переднем крыле. Задние крылья жёлтого цвета с коричневым внешним краем и субмаргинальным пятнами. Крылья самки на верхней стороне чёрные с рядами белых пятен. Заднее крыло с прямой перевязью.

## Ареал
Юго-Восточная Азия.

## Виды
- Chitoria chrysolora (Fruhstorfer, 1908)
- Chitoria cooperi (Tytler, 1926)
- Chitoria fasciola (Leech, 1890)
- Chitoria modesta  (Oberthür, 1906)
- Chitoria sordida (Moore, [1866])
- Chitoria subcaerulea (Leech, 1891)
- Chitoria ulupi (Doherty, 1889)
- Chitoria vietnamica Nguyen, 1979